# أجازة مفتوحة (مسلسل)
اجازة مفتوحة في إطار درامي كوميدي، يفقد رب أسرة وظيفته وتحاصره الأزمات المادية ويجد العديد من الصعوبات في التعامل مع أبنائه وهم في سن المراهقة.
تعتمد قصة المسلسل على العائلة بشكل كبير من خلال 3 عائلات تدور حولهم الأحداث، العائلة الأولى هي شريف منير ولقاء الخميسى وأبنائهما، والعائلة الثانية هي مراد مكرم ونورهان وكذلك عائلة ثالثة ويكون هناك رابط بين الثلاث عائلات يجتمعون فيه.
تأليف: أحمد محمود أبو زيد
إخراج: محمد عبد الرحمن حماقي

## طاقم العمل
| الممثل        | الدور             |
| ------------- | ----------------- |
| شريف منير     | شريف              |
| سميحة أيوب    | بهجة              |
| لقاء الخميسي  | ندى               |
| مريم قورة     |                   |
| دنيا ماهر     | حنان              |
| مراد مكرم     | سميح              |
| هشام إسماعيل  | فطين              |
| كريم أبو زيد  | عمر               |
| ملك قورة      | سارة              |
| سامي مغاوري   |                   |
| نور محمود     | محمود             |
| هدى مجد       |                   |
| صبا الرافعي   |                   |
| ألفت عمر      | أماني             |
| محمد العمروسي | عبد الرحيم        |
| أحمد زكريا    |                   |
| رانيا بنات    |                   |
| إيمان سالم    | أم عبده - الشغالة |
| اية عبدالرازق |                   |

## الإصدار

### ردود
- تصدر اسم العمل محرك البحث جوجل، بالتزامن مع انطلاق عرضه